# Evemerismo
O evemerismo é uma teoria hermenêutica da interpretação dos mitos criada por Evêmero (cerca de IV a.C.) em sua obra (História sagrada) (ἱερα ανάγραφη, transl. Hiera anágrafe), da qual somente restaram alguns resumos, e segundo a qual os deuses não são mais que personagens históricos de um passado obscuro, amplificados por uma tradição fantasiosa e lendária.
Na verdade, já o sofista Pródico de Ceos sustentava o mesmo: afirmava que os deuses são coisas ou homens que na antiguidade foram importantes, pelo que passaram a ser endeusados.
O sentido oculto dos mitos seria, pois, de natureza histórica e social. Esta teoria teria sido aceita por Hume e Voltaire, o qual escreveu Diálogos com Evêmero. Mas a obra de Evêmero perdeu-se e só é conhecida por seus comentadores (particularmente Diodoro da Sicília).
Cícero, em Sobre a natureza dos deuses (2, 24-25) e em Sobre a adivinhação (2, 37), ao interpretar os mitos, emprega tanto a alegoria como o evemerismo.
Ambas as correntes também se encontram nas Etimologias (7, 11), uma enciclopédia medieval de São Isidoro de Sevilha.
Os doutores da Igreja utilizaram o evemerismo e a teoria alegórica para desqualificar as crenças do paganismo, se bem que se abstiveram de aplicar tal doutrina às suas próprias crenças.
O evemerismo foi criticado por Plutarco, em sua obra De Isis e Osiris, na qual diz que "escreveu todo um relato mitológico sem a menor base ou verdade", já que suas afirmações se baseiam em inscrições da ilha de Pancaia — uma ilha fictícia —, e portanto tais inscrições também não existem.